# 拉結爾

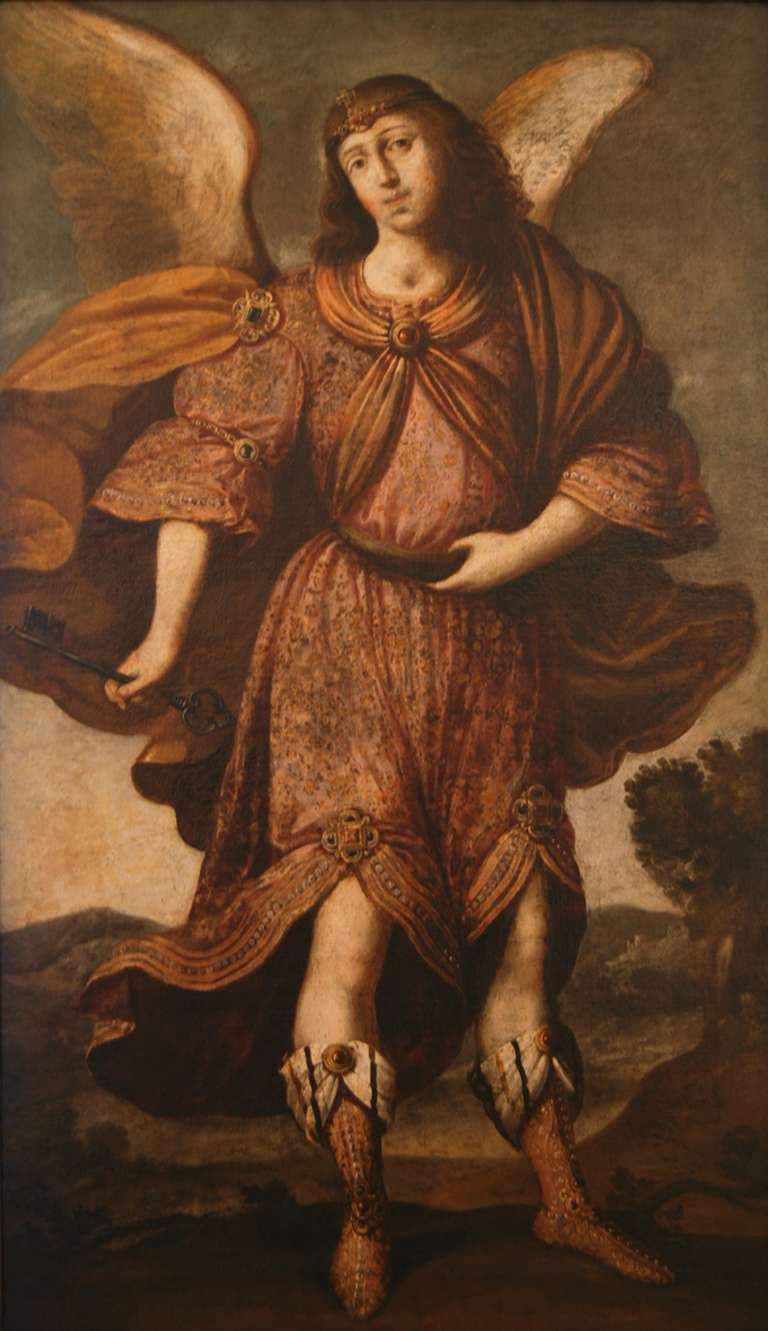
天使長拉結爾，約1650年。

拉結爾（希伯來語：רזיאל‬，意思為「神之奧祕」，也作、或者），號稱「祕密之守護者」和「神祕之天使」，是以諾書當中記載的天使之一。
拉結爾是一位智天使，也是掌管海王星的天使；祂是生命之樹——智慧（Chokhmah）的守護天使，也是座天使的支配君主。是「七大天使」之一。
相傳拉結爾矗立在神的寶座周圍的窗簾，能看到和聽到一切事物。因此，祂知道其它天使都不知道的地上和天界所有的秘密。祂把所有和宇宙奧秘有關的知識總結在一本書中，那本書就是傳說的《天使拉結爾之書》。

## 大眾文化
- 輕小說《約會大作戰》——精靈〈修女〉本條二亞的天使〈囁告篇帙〉。
- 於《骸骨之城系列》中，拉結爾是闇影獵人的守護天使。
- GN-XXX秘天使高達於動漫《機動戰士鋼彈00》的外傳漫畫版《鋼彈00P》及《鋼彈00I》中登場。
- 輕小說《丹特麗安的書架》中，拉結爾被稱為紅之讀姬。